# Stazione di Anversa-Villalago-Scanno
La stazione di Anversa-Villalago-Scanno è una stazione ferroviaria, posta lungo la ferrovia Roma-Pescara, ed anche se nel territorio di Bugnara, a servizio dei comuni di Anversa degli Abruzzi, Villalago e Scanno.

## Storia
La stazione venne inaugurata nel 1888 in occasione dell'apertura dell'intera linea.

## Strutture e impianti
La stazione possiede un fabbricato viaggiatori, uno scalo merci non più utilizzato e una sottostazione elettrica. Il piazzale ferroviario è composto da 5 binari, due per il servizio viaggiatori, il terzo era per le precedenze ma è stato disabilitato in quanto non possiede più l'elettrificazione e gli altri due servono uno la sottostazione elettrica che alimenta la linea e l'altro, smantellato, il piano caricatore dello scalo. Annesso al fabbricato viaggiatori è presente l'ufficio del capostazione, dove si trova tutto l'equipaggiamento necessario a presenziare la stazione. La gestione degli impianti è affidata a Rete Ferroviaria Italiana (RFI).

## Movimento
Il servizio viaggiatori era svolto da Trenitalia per conto della Regione Abruzzo. I treni che effettuavano fermata erano due e di tipo regionale. A dicembre 2016 risultava rimanente una sola corsa, mentre da giugno 2017 la fermata è stata sospesa.